# Supervivencia libre de progresión
Supervivencia libre de progresión, SLP es un tipo de tasa de supervivencia que mide la cantidad de tiempo durante y después de la medicación o tratamiento en el que la enfermedad que está siendo tratada (generalmente cáncer) no empeora.  A veces se usa como un tipo de medición dirigida a estudiar la salud de una persona con una enfermedad para intentar determinar cómo de bien está funcionando el tratamiento.
A menudo se usa en terapias de cáncer como un resultado buscado en ensayos clínicos aleatorizados controlados.
Es un tipo de medición frecuentemente usada por el National Institute for Health and Clinical Excellence  (instituto nacional para la salud y excelencia clínica) del Reino Unido y por la Food and Drug Administration (Agencia de Alimentos y Medicamentos) de Estados Unidos para evaluar la efectividad de un tratamiento anticáncer. La supervivencia libre de progresión ha sido propuesta como una mejor ("más pura") medición de la eficacia en los ensayos clínicos de segunda línea ya que elimina sesgos potenciales de tratamientos previos o subsiguientes.[cita requerida]

## Periodo de progresión
El periodo de progresión de la enfermedad puede no incluir a pacientes que mueren por otras causas pero a menudo se usa como equivalente a la supervivencia libre de progresión. La Food and Drug Administration proporciona definiciones separadas y prefiere SLP,  supervivencia libre de progresión.